# Beatriz Batarda
Beatriz Batarda ComIH (Beatriz da Silveira Moreno Batarda Fernandes, Londres, 11 de abril de 1974) é uma actriz inglesa naturalizada portuguesa.

## Biografia
Beatriz da Silveira Moreno Batarda Fernandes nasceu em 11 de abril de 1974, em Londres, no Reino Unido, filha do pintor Eduardo Batarda e prima da atriz Leonor Silveira.
Cresceu em Lisboa, onde frequentou o Lyceé Français Charles Lepierre e estudou Design no IADE. Participou, ainda em criança, em E agora, Maria?(1979). Posteriormente regressou a Londres, para frequentar a Guildhall School of Music and Drama, onde se graduou em teatro, em 2000, recebendo a medalha de ouro do curso.
Estreou-se no cinema, com Tempos Difíceis, uma longa-metragem de João Botelho (1988), a que se seguiriam participações em Vale Abraão (1993), A Caixa (1994), de Manoel de Oliveira ou Elas (1997) de Luís Galvão Teles.
Em 1998, Batarda foi escolhida para integrar o programa Shooting Stars, da European Film Promotion, uma iniciativa de revelação de novos talentos do cinema europeu.
Ainda no cinema, constam ainda da sua filmografia películas como  Quaresma (2003) de José Álvaro Morais, A Costa dos Murmúrios (2004) de Margarida Cardoso, Alice (2005) de Marco Martins ou Duas Mulheres (2009) de João Mário Grilo.
No teatro estreou-se como actriz em 1994, com a companhia do Teatro da Cornucópia com O Conto de Inverno de Shakespeare. Como encenadora, a sua estreia deu-se, também na Cornucópia, em 2010 como Olá e Adeusinho de Athol Fugard.
Em 2018, estreia-se como atriz de série de televisão em Portugal com Sara, transmitida na RTP2.

### Vida pessoal
Beatriz Batarda foi casada e teve duas filhas com o compositor Bernardo Sassetti até morte deste, aos 41 anos, em maio de 2012. Em novembro de 2014, após dois anos de relação com o humorista Bruno Nogueira nasceria a sua terceira filha, Luísa (nascida a 10 de novembro de 2014 (10 anos)).

## Filmografia

### Cinema
| Ano  | Título                              | Ref.        |
| ---- | ----------------------------------- | ----------- |
| 1979 | E Agora Maria?                      | [ 1 ]       |
| 1988 | Tempos Difíceis                     | [ 1 ] [ 2 ] |
| 1993 | Vale Abraão                         | [ 1 ] [ 2 ] |
| 1994 | A Caixa                             | [ 1 ] [ 2 ] |
| 1996 | Dois Dragões                        | [ 2 ]       |
| 1997 | Elas                                | [ 1 ]       |
| 1997 | Porto Santo                         | [ 1 ] [ 2 ] |
| 1997 | Entrada em Palco                    | [ 1 ] [ 2 ] |
| 1998 | O Que Te Quero                      | [ 1 ] [ 2 ] |
| 1999 | Campo Grande - Improvisos           | [ 1 ]       |
| 2000 | Peixe-Lua                           | [ 1 ] [ 2 ] |
| 2001 | Em Volta                            | [ 1 ] [ 2 ] |
| 2003 | Quaresma                            | [ 1 ] [ 2 ] |
| 2004 | Noite Escura                        | [ 1 ] [ 2 ] |
| 2004 | A Costa dos Murmúrios               | [ 1 ] [ 2 ] |
| 2005 | Alice                               | [ 1 ] [ 2 ] |
| 2007 | Antes de Amanhã                     | [ 2 ]       |
| 2009 | Como Desenhar um Círculo Perfeito   | [ 2 ]       |
| 2009 | Duas Mulheres                       | [ 2 ]       |
| 2010 | Senhor X                            | [ 2 ]       |
| 2011 | Cisne                               | [ 2 ]       |
| 2011 | Sangue do Meu Sangue                | [ 2 ]       |
| 2012 | Luz da Manhã                        | [ 2 ]       |
| 2014 | Yvone Kane                          | [ 2 ]       |
| 2015 | Beatriz                             | [ 2 ]       |
| 2016 | São Jorge                           | [ 2 ]       |
| 2017 | Colo                                | [ 2 ]       |
| 2022 | Nunca Nada Aconteceu                | [ 8 ]       |
| 2022 | Great Yarmouth: Provisional Figures | [ 9 ]       |

### Televisão
- 2018 - Sara[5]
- 2019 - Sul

## Teatro
| Ano  | Título                                  | Companhia | Função                | Ref.   |
| ---- | --------------------------------------- | --- | --------------------- | ------ |
| 1994 | O Conto de Inverno                      | Teatro da Cornucópia                                                                                            | actriz                | [ 4 ]  |
| 1994 | O Triunfo do Inverno                    | Teatro da Cornucópia                                                                                            | actriz                | [ 4 ]  |
| 1996 | Um Auto de Gil Vicente                  | Teatro da Cornucópia                                                                                            | actriz                | [ 4 ]  |
| 1996 | Sonho de uma Noite de Verão             | TNDMII - Teatro Nacional D. Maria II (companhia)                                                                | actriz                | [ 4 ]  |
| 1997 | As Vozes da Paixão                      | «CCB - Centro Cultural de Belém», «Sociedade Criativa»                                                          | actriz                | [ 4 ]  |
| 1997 | Os Sete Infantes                        | Teatro da Cornucópia                                                                                            | actriz                | [ 4 ]  |
| 2005 | Bérénice                                | Teatro Nacional D. Maria II                                                                                     | actriz                | [ 4 ]  |
| 2007 | Fedra                                   | Cassefaz, Espectáculos, Vídeos e Publicações Culturais, Lda.                                                    | actriz                | [ 4 ]  |
| 2007 | Quando o Inverno Chegar                 | Arena Ensemble                                                                                                  | actriz                | [ 4 ]  |
| 2007 | O Construtor Solness                    | Teatro da Cornucópia                                                                                            | actriz                | [ 4 ]  |
| 2008 | Rock'n'roll                             | Novo Grupo/ Teatro Aberto                                                                                       | actriz                | [ 4 ]  |
| 2008 | De Homem para Homem                     | «CulturProject - Gestão de Projectos Culturais», «Arena Ensemble»                                               | actriz                | [ 4 ]  |
| 2009 | Menina Júlia                            | TNDMII - Teatro Nacional D. Maria II (companhia)                                                                | actriz                | [ 4 ]  |
| 2009 | Ifigénia na Táurida                     | Teatro da Cornucópia                                                                                            | actriz                | [ 4 ]  |
| 2010 | Olá e Adeusinho                         | Teatro da Cornucópia, CulturProject - Gestão de Projectos Culturais, Arena Ensemble                             | encenadora            | [ 4 ]  |
| 2010 | Antes de Ser                            | | actriz                | [ 4 ]  |
| 2011 | Azul Longe nas Colinas                  | Arena Ensemble                                                                                                  | encenadora            | [ 4 ]  |
| 2011 | Sangue Jovem                            | CCB - Centro Cultural de Belém                                                                                  | encenadora            | [ 4 ]  |
| 2011 | Uma Bizarra Salada                      | SLTM - São Luiz Teatro Municipal, Festival Internacional de Teatro de Almada, Orquestra Metropolitana de Lisboa | participação especial | [ 4 ]  |
| 2011 | A Varanda                               | Teatro da Cornucópia                                                                                            | actriz                | [ 4 ]  |
| 2013 | Rosencrantz e Guildenstern Estão Mortos | «CCB - Centro Cultural de Belém», «TNSJ - Teatro Nacional S. João», «Arena Ensemble»                            | actriz                | [ 4 ]  |
| 2014 | Como Queiram / As You Like It           | Arena Ensemble                                                                                                  | encenadora            | [ 4 ]  |
| 2016 | A Conquista do Pólo Sul                 | SLTM - São Luiz Teatro Municipal, CCVF - Centro Cultural Vila Flor                                              | encenadora            | [ 4 ]  |
| 2016 | As Criadas                              | Arena Ensemble                                                                                                  | actriz                | [ 4 ]  |
| 2020 | Perfil Perdido                          | Arena Ensemble                                                                                                  | actriz                | [ 10 ] |
| 2022 | Orgia                                   | Teatro Nacional 21                                                                                              | actriz                | [ 11 ] |

## Prémios e distinções
- Pela sua participação no filme Quaresma recebeu o Prémio à Interpretação Feminina, no Festival de Cinema de Angra do Heroísmo 2003 e o Globo de Ouro (2004) para Melhor Actriz, na categoria Cinema.[1][12]
- [carece de fontes?]
- Em 2010 foi feita Comendadora da Ordem do Infante D. Henrique, a 26 de Março.[13][14]
- Pela sua participação no filme Duas Mulheres recebeu o Prémio Autores (2011) de "Melhor Atriz", na categoria "Cinema", atribuído pela Sociedade Portuguesa de Autores (SPA).[15]
- Pela sua participação no filme Cisne, foi nomeada para o Prémio Autores (2012) de "Melhor Actriz", na categoria "Cinema", atribuído pela SPA.[16]
- Pela sua participação no filme Comboio Nocturno para Lisboa (Night Train to Lisbon, 2013) recebeu o Prémio Sophia (2014) para "Melhor Atriz Secundária" da Academia Portuguesa das Artes e Ciências Cinematográficas.[17]
- Melhor interpretação em Yvone Kane no festival Luso-Brasileiro de Santa Maria da Feira (dezembro de 2014)[18]
- Melhor Actriz Principal, Prémios Sophia 2024, pelo seu papel no filme Great Yarmouth – Provisional Figures [19]